# Długi Most (gmina Bartniczka)
Długi Most – osada leśna w Polsce położona w województwie kujawsko-pomorskim, w powiecie brodnickim, w gminie Bartniczka.
W latach 1975–1998 miejscowość administracyjnie należała do województwa toruńskiego.
W roku 1921 trzy budynki leśniczówki zamieszkiwało 27 osób.